# Gerrit Jan Held
Gerrit Jan Held (Kampen, 1 juli 1906 - Jakarta, 28 september 1955) was de eerste Nederlandse cultureel antropoloog die een volledig verantwoorde etnografie en taalbeschrijving van een Papoeavolk in Nederlands-Nieuw-Guinea, het huidige Papoea, leverde.
Held studeerde vanaf 1926 indologie aan de Universiteit Leiden waar hij zich bekwaamde in de etnologie, het Sanskriet en het Oud-Javaans. In 1935 promoveerde hij op het Indische heldendicht de Mahabharata. In dienst van het Nederlands Bijbelgenootschap vertrok hij naar Nieuw-Guinea waar hij eind jaren 30 antropologisch veldonderzoek deed in het nog niet gekerstende Waropen. De meeste data voor dit onderzoek verzamelde hij in het dorp Nubuai dat in 1950 door een overstroming is weggespoeld en daarna niet meer is opgebouwd. Tijdens de Japanse bezetting van Nederland-Indië werden Held en zijn vrouw geïnterneerd, tijdens welke periode zijn veldaantekeningen angstvallig in delen verborgen werden gehouden in het vrouwenkamp. Na de oorlog doceerde Held, sinds 1940 taalambtenaar, in Batavia. Na een korte ziekte stierf hij plotseling op 49-jarige leeftijd.

## Over Gerrit  Jan Held
- J. van Baal, "In memoriam prof. dr. Gerrit Jan Held", in: Nieuw-Guinea Studiën 1, 1959, pp. 3–9.
- Josselin de Jong, J. P. B. de, "Herdenking van Gerrit Jan Held (1 Juli 1905 - 28 September 1955)", in: Bijdragen tot de Taal-, Land- en Volkenkunde 112, 1956.

- Bibliothèque nationale de France: cb123961863 (data)
- Biografisch Portaal: 63395250
- Digitale Bibliotheek voor de Nederlandse Letteren: held021
- Gemeinsame Normdatei: 1136732535
- International Standard Name Identifier: 0000 0000 8352 3878
- Library of Congress Control Number: no2010172481
- Nationale Bibliotheek van Israël: 987007292125205171
- Nederlandse Thesaurus van Auteursnamen: 069379416
- Système universitaire de documentation: 146773241
- Trove: 1073566
- Virtual International Authority File: 5015651
- WorldCat: E39PBJbRgcWXTYCfc9xdJp3hHC